# Aéroport international de Multan
L’aéroport international de Multan (en ourdou : مُلتان بین الاقوامی ہوائی اڈہ, en anglais : Multan International Airport) (code IATA : MUX • code OACI : OPMT) est un aéroport pakistanais, desservant la ville de Multan dans la province de Pendjab. Desservi par plus de dix compagnies et avec un trafic de 900 000 passagers par an en 2015-2016, il est l’aéroport le plus important du sud du Pendjab.

## Situation
| Bahawalpur Chitral Dalbandin Dera Ghazi Khan Dera Ismail Khan Faisalabad Gilgit Gwadar Islamabad Karachi Lahore Moenjodaro Multan Nawabshah Panjgur Peshawar Quetta Rahim Yar Khan Sialkot Sawan Sehwan · Sharif Sindhri Skardu Sukkur Turbat Zhob |

## Compagnies aériennes et destinations

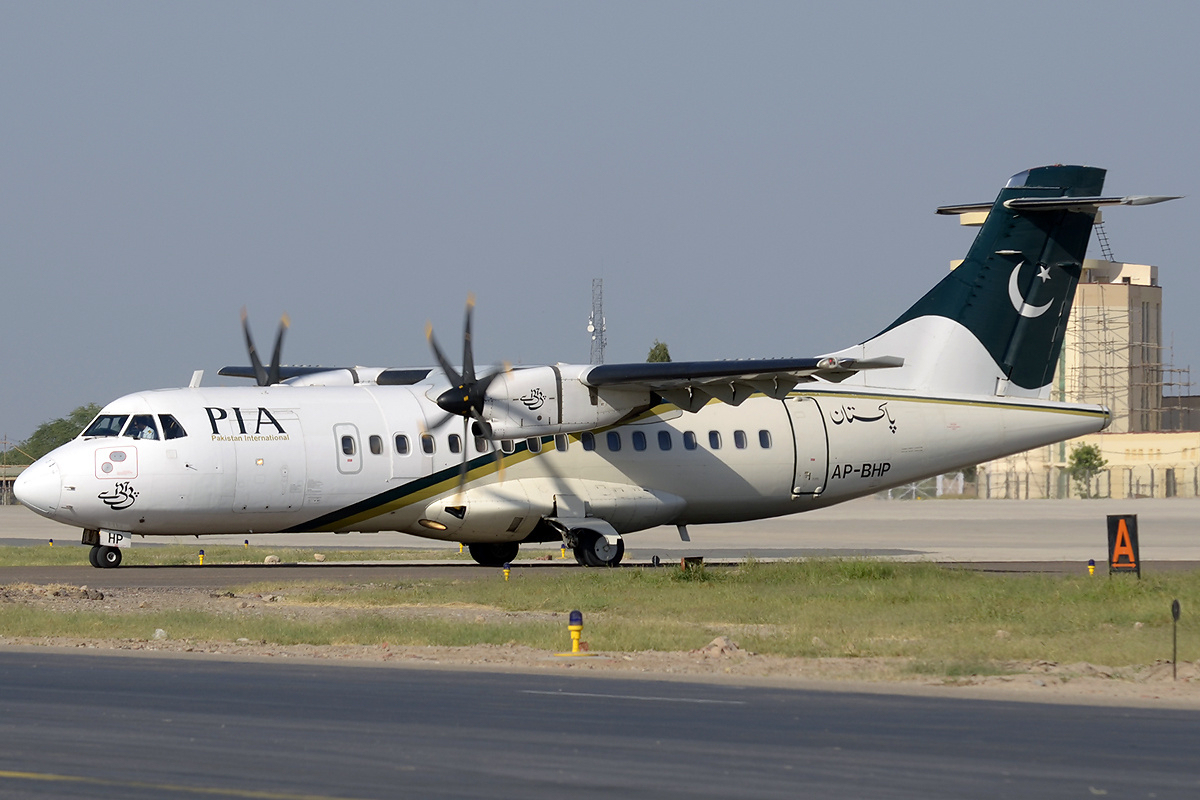
ATR 42-500 de la compagnie aérienne Pakistan International Airlines.

| Compagnies                      | Destinations                                  |
| ------------------------------- | --------------------------------------------- |
| Air Arabia                      | Charjah                                       |
| Airblue                         | Charjah, Djeddah, Dubaï-International, Médine |
| Emirates                        | Dubaï-International                           |
| Flydubai                        | Dubaï-International                           |
| Gulf Air                        | Bahreïn                                       |
| Pakistan International Airlines | Djeddah, Islamabad, Karachi, Lahore, Médine   |
| Qatar Airways                   | Doha                                          |
| SalamAir                        | Mascate                                       |
| Saudia                          | Djeddah                                       |
| Taban Airlines                  | saisonnier : Mashhad                          |

## Statistiques
| Année   | Passagers | Fret (en tonnes) | Courrier (en tonnes) | Décollages / atterrissages commerciaux |
| ------- | --------- | ---------------- | -------------------- | -------------------------------------- |
| 2005-06 | 262 582   | 1 623            | -                    | 4 092                                  |
| 2006-07 | 240 573   | 1 273            | 49,52                | 3 910                                  |
| 2007-08 | 250 661   | 932              | 31,966               | 3 943                                  |
| 2008-09 | 237 358   | 1 006            | 27,59                | 2 474                                  |
| 2009-10 | 151 135   | 86               | 5,02                 | 3 390                                  |
| 2010-11 | 218 830   | 553              | 7,34                 | 3 789                                  |
| 2011-12 | 228 312   | 489              | 9,87                 | 4 089                                  |
| 2012-13 | 211 165   | 352              | 11,83                | 2 732                                  |
| 2013-14 | 359 342   | 415              | 3,26                 | 3 950                                  |
| 2014-15 | 403 837   | 433              | 1,0                  | 3 512                                  |
| 2015-16 | 904 865   | 1 425            | 1,0                  | 8 295                                  |

## Incidents et accidents
Le 10 juillet 2006 le Fokker F27-200 opérant le vol 688 de la Pakistan International Airlines (en) reliant Multan à Lahore s’est écrasé peu après le décollage, tuant l’intégralité des quarante-et-un passagers et des quatre membres de l’équipage. Une panne du moteur tribord lors du décollage a empêché l’avion de prendre de la vitesse et de l’altitude. Celui-ci a décroché, heurté des arbres puis une ligne électrique avant de s’écraser dans un champ où il a explosé et pris feu. L’accident aérien est devenu à l'époque le troisième accident aérien le plus meurtrier du Pakistan.